# Ouverture (philosophie)
Pour les articles homonymes, voir Ouverture.
L'ouverture est une position philosophique générale selon laquelle opèrent certains individus et organisations, mise en avant dans différents mouvements philosophiques, culturels, religieux ou politiques. Elle est souvent mise en valeur par des processus de décisions communautaires par la distribution entre les différentes parties (utilisateurs, producteurs, contributeurs...) plutôt que par une autorité centralisée (propriétaires, experts...)  
Selon Jamais Cascio (en) : une Singularité se basant sur l'« accès libre » est une réponse aux risques à venir. Les personnes qui ont embrassé la possibilité d'un grand bouleversement pour l'humanité dans un avenir proche (appelé parfois singularité) devraient s'occuper à rendre possible l'intégration globale des intérêts particuliers dans des systèmes ouverts, au moins autant qu'ils travaillent à rendre possible la singularité.

## En politique
L'ouverture en politique est une technique politique qui peut être utilisée sans nécessairement qu'il y ait adéquation entre les idées extérieures et le courant politique en question.
- La Glasnost, et la politique néolibérale de Mikhaïl Gorbatchev, la Perestroïka, ont permis de vanter au peuple les bienfaits du libéralisme pendant une crise secouant le pays au début de la mise en place du néolibéralisme.
- L'ouverture culturelle entre la France et l'Allemagne pour ne plus voir se reproduire de guerre s'est opérée en intégrant les langues et l'histoire dans le système éducatif.

Le philosophe et sociologue Slavoj Žižek remarque la contradiction dans l'apparence d'ouverture entre le libéralisme et le résultat qu'est la mondialisation, ou encore au niveau de l'individu par rapport à ses relations avec autrui, et il invite au contraire à un respect multiculturel, et un respect entre les personnes en acceptant de mettre une distance, c'est-à-dire sans nécessairement avoir à tout afficher ouvertement dans une comédie humaine : car "nous ne sommes pas l'histoire que nous racontons aux autres", et "Hitler racontait une histoire sur lui, et cette histoire était un mensonge". (voir la Laïcité en France)

## En informatique
- Réseau en Topologie mesh : Réseau distribué, ou maillé.
- Internet : Réseau décentralisé.
- Minitel : Réseau centralisé.

La Gestion commune implique généralement des décisions prises par une certaine forme de décisions par consensus ou de vote. Avec des répertoires ouverts tels que Git, on peut prendre des projets dans leur propre direction, sans nécessairement entraver les progrès des autres.

## En religion
- Œcuménisme
- l'Inter-religion